# Marquard Mendel
Marquard Mendel (* etwa 1345; † 1385 in Venedig) war ein deutscher Kaufmann, Klostergründer und Nürnberger Ratsherr.
Er soll ein großes Vermögen besessen haben. 1378 oder 1380 stiftete er in der Vorstadt von Nürnberg das Kartäuserkloster Nürnberg. 1388 war er Mitstifter des 12-Brüder-Haus für alte Handwerker.